# Nușfalău
Nușfalău (węg. Szilágynagyfalu) – wieś w Rumunii, w okręgu Sălaj, w gminie Nușfalău. W 2011 roku liczyła 3214 mieszkańców.